# Wikinger-Friesen-Weg

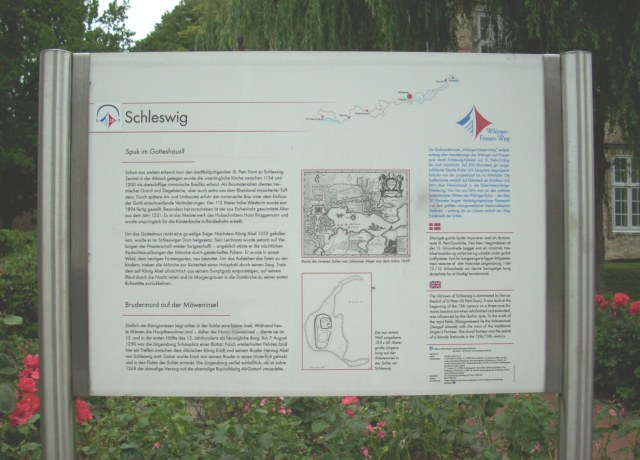
Informationstafel des Wikinger-Friesen-Weges in Schleswig mit dänisch- und englischsprachiger Zusammenfassung.

Der Wikinger-Friesen-Weg ist ein etwa 180 Kilometer langer Radweg zwischen Nord- und Ostsee im nördlichen Schleswig-Holstein (im Landesteil Schleswig). Der Radweg verbindet den Ort Sankt Peter-Ording auf der nordfriesischen Halbinsel Eiderstedt mit Maasholm in Angeln.
Die Strecke des Wikinger-Friesen-Wegs beginnt auf der nordfriesischen Halbinsel Eiderstedt und führt über Tönning bis zum Holländerstädtchen Friedrichstadt und von dort weiter durch die Flusslandschaften der Eider und Treene nach Schleswig. Von Schleswig aus führt der Weg am Ufer der Schlei bis zur Schleimündung bei Maasholm. Der Themenradweg ist kombinierbar mit dem Nordseeküsten-Radweg, dem Ochsenweg und dem Ostseeküsten-Radweg. Auf einzelnen Teilstrecken teilt sich der Weg in eine Nord- und Südstrecke (wie nördlich und südlich der Schlei), die jedoch miteinander kombiniert werden können.
Der Themenradweg verbindet geschichtliche und archäologische Denkmäler im südlichen Schleswig. Der Weg passiert unter anderem das Schloss Gottorf, die Wikingersiedlung Haithabu und den dänischen Grenzwall Danewerk. Der Radweg orientiert sich dabei an der früheren Handelsstrecke der dänischen Wikinger und der Friesen an Eider, Treene und Schlei. Am Danewerk kreuzt der Weg den historischen Ochsenweg. Der Weg führt dabei von West nach Ost durch die drei Landschaftsformen Marsch, Geest und Hügelland. Die Strecke ist zur Nordsee hin relativ eben. In der Schlei-Region ist mit leichten Steigungen zu rechnen.
Der Wikinger-Friesen-Weg ist durchgängig mit einem kleinen stilisierten blau-weiß-roten Wikingerschiff beschildert. Am Streckenrand bieten Hinweistafeln Informationen über das Leben der Dänen und Nordfriesen in der Wikingerzeit in Schleswig. Auf der Internetseite des Themenradweges können zudem Audiodateien zu den einzelnen Stationen für einen MP3-Player heruntergeladen werden.